# S/S Bremen (1928)
S/S Bremen var en tysk oceanångare som färdigställdes 1928 åt Norddeutscher Lloyd (NDL) i syfte att sköta de transatlantiska rutterna. S/S Bremen var det fjärde skeppet hos NDL att heta just Bremen. Vid tiden för Bremens färdigställande kunde hon och systerskeppet S/S Europa mycket väl vara två av de mest avancerade europeiska oceanångarna. 1929 erhöll S/S Bremen vandringspriset Atlantens blå band för hennes resa mellan Cherbourg och Ambrose, en resa som avklarades på ungefär fyra dagar och 18 timmar. S/S Bremen och S/S Europa var konstruerade för att kunna hålla en hastighet på 27,5 knop (51 km/h), men det har hävdats att S/S Bremen kunde hålla en fart på 32 knop (59 km/h).

## Konstruktion

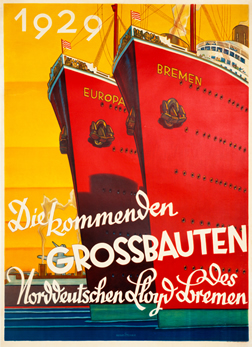
Syskonfartygen Bremen och Europa på en tysk propagandaaffisch från 1929.

Bremen byggdes av Deutsche Schiff- und Maschinenbau och sjösattes i Bremen den 16 augusti 1928 av Tysklands president Paul von Hindenburg. Hennes systerskepp S/S Europa hade då sjösatts föregående dag. Bremen och Europa var de första kommersiella fartyg som använde Taylors bulbstäv. Dock medförde den höga tekniska standarden och farten att besättningarna var tvungna att bli större, vilket gjorde att båda dessa skepp krävde en besättning på minst 170 man.

## Andra världskrigets utbrott
Den 26 augusti 1939, inför invasionen av Polen, skickade Kriegsmarine ut en order till alla civila tyska skepp att de skulle återvända till tyska hamnar omgående. Bremens kapten tog dock beslutet att fortsätta mot New York så att de 1 770 passagerarna på fartyget kunde gå iland innan Bremen återvände till Tyskland. Den 30 augusti lämnade hon New Yorks hamn och den 1 september fick hon order att gå mot de ryska hamnen i Murmansk. På vägen dit målades S/S Bremen grå av dess besättning i kamouflagesyfte. Tack vare dåligt väder och sin höga fart kunde S/S Bremen komma förbi Royal Navys kryssare obemärkt och anlände i Murmansk den 6 september. S/S Bremen lämnade dock Murmansk den 10 december i samband med utbrottet av Vinterkriget. S/S Bremen  användes under andra världskriget som ett förrådsfartyg tills det brändes 1941 av en besättningsman. I en långdragen utredning bedömdes det dock inte vara en krigshandling utan istället som ett resultat av personlig missämja gentemot skeppets ägare.